# ليفيس (كيبك)
ليفيس (بالفرنسية: Lévis)‏ مدينة تقع في شرق مقاطعة كيبك الكندية. تقع المدينة على الضفة الجنوبية لنهر سان لوران قبالة مدينة كيبك. عام 2006 بلغ عدد سكانها 130000 نسمة. نتجت المدينة من اندماج 10 بلدات عام 2002.

## أعلام
- سيلين بونييه
- رايموند بوشار
- غينيفيف أميوت
- فيليكس جيرارد
- جان غانون
- ألفونس دس ديسغاردين
- سيرج أوبري